# Химки (городской округ)
Городско́й о́круг Хи́мки — муниципальное образование на северо-западе центральной части Московской области России.
В рамках административно-территориального устройства ему соответствует город областного подчинения Химки с административной территорией.
Административный центр — город Химки.

## География
Граничит с городскими округами Московской области: Красногорск на юге, Истра на юго-западе, Солнечногорск на западе, Дмитровский на севере, Лобня на северо-востоке, Мытищи и Долгопрудный на востоке. Также имеются границы с тремя административными округами Москвы: Зеленоградским на западе, Северо-Западным и Северным на юге, в том числе с районами Москвы: на юге — с Куркино и Северное Тушино СЗАО, в глубоко вдающейся центральной части — с Молжаниновским районом САО, на юго-востоке — с Левобережным, Ховрино, Западное Дегунино и Дмитровским районами САО, на северо-западе — с районами Крюково, Старое Крюково и Савёлки Зеленограда (ЗелАО).

## История
В ходе реализации Федерального закона «Об общих принципах организации местного самоуправления в Российской Федерации» (№ 131-ФЗ от 6 октября 2003 года) в Московской области были созданы муниципальные образования. После объединения населённых пунктов Химкинского района с городом Химки в состав новообразованного муниципального образования городской округ Химки в марте 2005 года вошёл 1 населённый пункт — город Химки, в рамках административно-территориального устройства обладающий статусом города областного подчинения.
Законом от 19 сентября 2022 года в состав городского округа Химки с 1 января 2023 года переданы 36 сельских населённых пунктов городского округа Солнечногорск (которые ранее составляли сельские поселения Кутузовское и Лунёвское, кроме д. Покров). Постановлением губернатора Московской области от 12 декабря 2022 года 36 населённых пунктов на территориях, с 1 января 2023 года присоединяемых к городскому округу Химки, с той же даты административно переподчинены городу Химки.

## Население
| 2007     | 2008     | 2009     | 2010     | 2011     | 2012     | 2013     | 2014     | 2015     |
| -------- | -------- | -------- | -------- | -------- | -------- | -------- | -------- | -------- |
| 186 300  | ↘186 272 | →186 272 | ↗207 425 | ↗215 462 | →215 462 | ↗221 084 | ↗225 678 | ↗232 066 |
| 2016     | 2017     | 2018     | 2019     | 2020     | 2021     | 2023     | 2024     |          |
| ↗239 967 | ↗244 668 | ↗250 688 | ↗254 748 | ↗259 550 | ↘257 128 | ↗278 578 | ↘277 185 |          |

### Национальный состав
По итогам переписи населения 2020 года проживали следующие национальности (национальности менее 0,1 % и другое, см. в сноске к строке «Другие»):
| Национальность | Численность, чел. | Доля     |
| -------------- | ----------------- | -------- |
| Русские        | 151 241           | 58,82 %  |
| Армяне         | 2855              | 1,11 %   |
| Татары         | 1845              | 0,72 %   |
| Украинцы       | 1331              | 0,52 %   |
| Таджики        | 951               | 0,37 %   |
| Узбеки         | 719               | 0,28 %   |
| Киргизы        | 695               | 0,27 %   |
| Азербайджанцы  | 586               | 0,23 %   |
| Белорусы       | 550               | 0,21 %   |
| Чуваши         | 352               | 0,14 %   |
| Грузины        | 316               | 0,12 %   |
| Молдаване      | 301               | 0,12 %   |
| Другие         | 95 386            | 37,09 %  |
| Итого          | 257 128           | 100,00 % |

## Населённые пункты
В состав городского округа входят 37 населённых пунктов, в том числе 1 город и 36 сельских населённых пунктов:
| №  | Населённый пункт                         | Тип     | Население | бывшее муниципальное образование |
| -- | ---------------------------------------- | ------- | --------- | -------------------------------- |
| 1  | Химки                                    | город   | ↘256 684  |                                  |
| 2  | Благовещенка                             | деревня | ↘63       | Кутузовское                      |
| 3  | Большаково                               | деревня | ↗42       | Кутузовское                      |
| 4  | Брёхово                                  | деревня | ↗5901     | Кутузовское                      |
| 5  | Веревское                                | деревня | ↗8        | Лунёвское                        |
| 6  | Владычино                                | деревня | ↗37       | Лунёвское                        |
| 7  | Голиково                                 | деревня | ↗292      | Кутузовское                      |
| 8  | Дубровки                                 | деревня | ↗27       | Лунёвское                        |
| 9  | Елино                                    | деревня | ↗64       | Лунёвское                        |
| 10 | Жаворонки                                | деревня | ↗70       | Кутузовское                      |
| 11 | Жигалово                                 | деревня | ↗22       | Лунёвское                        |
| 12 | Жилино                                   | село    | ↗29       | Лунёвское                        |
| 13 | Исаково                                  | деревня | ↗137      | Лунёвское                        |
| 14 | Клушино                                  | деревня | ↗39       | Лунёвское                        |
| 15 | Лигачёво                                 | деревня | ↗175      | Кутузовское                      |
| 16 | Лугинино                                 | деревня | ↗100      | Кутузовское                      |
| 17 | Лунёво                                   | деревня | ↘43       | Лунёвское                        |
| 18 | Лунёво                                   | посёлок | ↘3412     | Лунёвское                        |
| 19 | Мышецкое                                 | деревня | ↗183      | Лунёвское                        |
| 20 | Николо-Черкизово                         | деревня | ↗84       | Кутузовское                      |
| 21 | Носово                                   | деревня | ↗258      | Лунёвское                        |
| 22 | Паршино                                  | деревня | →0        | Лунёвское                        |
| 23 | Перепечино                               | деревня | ↗49       | Лунёвское                        |
| 24 | Пикино                                   | деревня | ↗159      | Лунёвское                        |
| 25 | Подолино                                 | деревня | ↗3410     | Кутузовское                      |
| 26 | Подсобное хозяйство санатория им. Артёма | посёлок | ↘49       | Лунёвское                        |
| 27 | Поярково                                 | деревня | ↗522      | Лунёвское                        |
| 28 | Рузино                                   | деревня | ↗164      | Кутузовское                      |
| 29 | санатория «Мцыри»                        | посёлок | ↘329      | Кутузовское                      |
| 30 | санатория «Энергия»                      | посёлок | ↘148      | Кутузовское                      |
| 31 | Середниково                              | деревня | ↗27       | Кутузовское                      |
| 32 | Фёдоровка                                | деревня | ↘31       | Кутузовское                      |
| 33 | Чашниково                                | деревня | ↗412      | Лунёвское                        |
| 34 | Чёрная Грязь                             | деревня | ↗179      | Лунёвское                        |
| 35 | Шемякино                                 | деревня | ↗50       | Лунёвское                        |
| 36 | Юрлово                                   | деревня | ↗464      | Кутузовское                      |
| 37 | 5-е Горки                                | деревня | ↘34       | Кутузовское                      |

## Общая карта
Легенда карты:
|  | Населённые пункты     |
|  | Более 250 000 жителей |
|  | 5000—10 000 жителей   |
|  | 3000—5000 жителей     |
|  | Менее 1000 жителей    |
|  | Микрорайоны:          |
|  | Микрорайоны г. Химки  |

## Органы местного самоуправления
Структуру органов местного самоуправления городского округа составляют:
- Совет депутатов городского округа,
- Глава городского округа,
- Администрация городского округа,
- Контрольно-счётная палата городского округа.

Глава городского округа с 2016 года — Волошин Дмитрий Владимирович (ранее в 2014—2016 гг. — Дряннов Александр Павлович).
Председатель Совета Депутатов городского округа c 4 октября 2021 года — Малиновский Сергей Константинович (ранее в 2014—2021 гг. — Дряннов Александр Павлович).

### Территориальные управления
В структуру Администрации городского округа входят 7 территориальных управлений:
- Территориальное управление микрорайонов Сходня-Фирсановка
- Территориальное управление микрорайонов Новогорск-Планерная
- Территориальное управление микрорайона Левобережный
- Территориальное управление микрорайона Подрезково
- Территориальное управление микрорайона Клязьма-Старбеево
- Территориальное управление Кутузовское (совпадает с бывшим сельским поселением Кутузовское)
- Территориальное управление Лунёвское (совпадает с бывшим сельским поселением Лунёвское, кроме деревни Покров)